# Sangue ribelle (film 1932)
Sangue ribelle (Call Her Savage) è un film del 1932, diretto da John Francis Dillon. La sceneggiatura di Edwin J. Burke si basa sull'omonimo romanzo di Tiffany Thayer pubblicato a New York nel 1931.

## Trama
Nata e cresciuta in Texas, Nasa continua a litigare con i genitori, soprattutto con colui che crede suo padre. Pur di iniziare una vita autonoma e indipendente fugge a Chicago dove si sposa. Il matrimonio non funziona, perde il figlio, il marito la abbandona e lei rischia di diventare una prostituta.
Accorre al capezzale della madre morente e scopre di avere un padre indiano. Solo adesso può affrontare la vita, senza la rabbia e a fianco di un uomo indiano che la ama da sempre.

## Produzione
La lavorazione del film, prodotto dalla Fox Film Corporation e girato con il sistema sonoro Western Electric, durò dal 12 settembre a fine ottobre 1932.
Una scena del film mostra, per la prima volta nella storia del cinema, un bar gay, sfondo per un numero musicale di due camerieri effeminati che ricalcano lo stereotipo del personaggio del "damerino" ("sissy").

## Distribuzione
Il copyright del film, richiesto dalla Fox Film Corp., fu registrato il 14 novembre 1932 con il numero LP3445.
Distribuito dalla Fox Film Corporation, uscì nelle sale cinematografiche statunitensi il 27 novembre 1932 dopo una prima tenuta a New York il 24 novembre. Il film fu distribuito in Francia il 30 dicembre. Nel 1933, uscì in Finlandia l'8 gennaio con il titolo Rajua rakkautta, in Danimarca il 9 gennaio e in Portogallo il 6 marzo.